# Mariana Enríquez
Mariana Enríquez (Buenos Aires, 8 de dezembro de 1973) é uma escritora, jornalista e docente argentina, parte do grupo de escritores conhecidos como «nova narrativa argentina». Seus contos, que foram publicados em  revistas internacionais como Granta, Electric Literature, Asymptote, McSweeney's, Virginia Quarterly Review e The New Yorker, se enquadram no gênero do terror. Entre suas obras mais reconhecidas destacam-se o livro de contos As coisas que perdemos no fogo (2016), que a consolidou como a escritora argentina de terror mais relevante da atualidade, e a novela Nossa parte de noite (2019), pela que ganhou o Prêmio Herralde de Novela.

## Biografia

### Primeiros anos
Mariana Enríquez nasceu em 1973 na cidade de Buenos Aires, mas cresceu em Valentín Alsina, uma localidade pertencente ao partido de Lanús, na Zona Sul da Grande Buenos Aires. Cresceu no meio das histórias e superstições de sua avó, oriunda da província de Correntes. Anos depois mudou-se com sua família à cidade de La Plata, onde se aproximou da literatura e do movimento punk, pelo que decidiu estudar jornalismo e se especializar em música rock. Graduou-se em Jornalismo e Comunicação Social na Universidade Nacional da Prata.

### Trajetória literária
Enríquez começou a escrever inspirada pela leitura de clássicos do terror estadunidense de autores como Stephen King e H.P. Lovecraft. Aos 19 anos escreveu sua primeira novela, Baixar é o pior, que retrata vários temas que inquietavam a juventude de sua época: a ansiedade adolescente, o álcool, as drogas e o rock, entre outros. Graças à irmã de uma amiga, o manuscrito chegou às mãos de Juan Forn, então editor de Editorial Planeta, que decidiu publicar a novela. Ainda que o livro não tenha recebido boas críticas, se converteu num sucesso de vendas e, com o tempo, tornou-se um livro de culto, situando Enríquez na cena literária argentina, apesar de sua pouca idade e curta carreira. No ano 2002, estreou o filme homônimo baseada na novela, dirigido por Leyla Grünberg.
Depois do sucesso de seu primeiro livro, Enríquez começou a trabalhar como jornalista, primeiramente como freelance e, depois, no diário argentino Página/12, onde eventualmente se converteu em subeditora do #suplemento cultural Radar. Em 2004, publicou sua segunda novela, Como desaparecer completamente, a qual conta a história de um rapaz chamado Matías que vive num bairro de classe baixa de Buenos Aires e deve enfrentar as lembranças dos abusos sexuais que sofreu por parte de seu pai e a desagregação social produto da crise econômica argentina dos anos noventa.
No ano 2005, Enríquez publicou na antologia A jovem guarda (2005) seu primeiro conto, intitulado «O aljibe», no qual uma menina visita, com sua família, a casa de uma curandeira, onde praticam um ritual. Ao ano seguinte seu conto «Nem aniversário nem batismos» apareceu na antologia Um terraço próprio: Novas narradoras argentinas (2006). Ambos textos foram incluídos, junto a vários outros relatos que exploram o gênero do terror, em Os perigos de fumar na cama, o primeiro livro de contos de Enríquez, publicado no ano 2009. Ali podem-se encontrar textos como «O desenterro da anjinha» e «Garotos que voltam», relatos que estão marcados pela persistência da morte no mundo dos vivos ou por traumas não resolvidos. Em 2016, publicou seu segundo livro de contos, As coisas que perdemos no fogo, que se converteu num sucesso de vendas e foi traduzido a mais de uma dezena de idiomas. O livro ganhou, em 2018, o Prêmio Ciutat de Barcelona na categoria de língua castelhana.
Em 2019, ganhou o Prêmio Herralde de Novela, oferecido pela Editorial Anagrama, por sua novela Nossa parte de noite, que publicado nesse mesmo ano. O título da obra foi tomado de uns versos da poeta Emily Dickinson. Ambientada durante a última ditadura argentina, narra a história de um pai e um filho forçados a serem médiuns de uma sociedade secreta que procura a vida eterna. Nessa novela, Enríquez pôs em jogo todas as inquietudes que foi traçando em sua obra: os santos pagãos, referências aos mundos de H.P. Lovecraft, Emily Brontë e Ernesto Sábato, o vampirismo, o sexo entre homens, a turva beleza baudelaireana, a beleza injuriada de Rimbaud, a literatura fantástica e de terror, os subterrâneos, os demônios-homens e demais tópicos de sua literatura.
Neste mesmo ano de 2019, a autora veio ao Brasil para participar da 17ª Festa Literária Internacional de Paraty (FLIP), numa mesa de debates com o autor Bráulio Tavares.
No ano 2020, durante o isolamento social preventivo e obrigatório provocado pela pandemia de Covid-19, Enríquez escreveu uma série de postagens em forma de «diário de quarentena» na página site oficial do Centro Cultural Kirchner. Desde esse mesmo ano até agosto do ano 2022, foi a Diretora de Letras do Fundo Nacional das Artes.
É autora da biografia da escritora argentina Silvina Ocampo. 

## Apreciação crítica
Entre suas influências literárias a própria Enríquez reconheceu os escritores principalmente em prosa argentinos Roberto Arlt, Jorge Luis Borges, Silvina Ocampo e Manuel Puig - do qual realçou sua estética gay-; os estadounidenses Stephen King, William Faulkner e Toni Morrison; os britânicos T. S. Eliot, M. John Harrison, Bruce Chatwin, Alan Moore e Neil Gaiman - os últimos dois de ampla trajetória no gênero das  histórias em quadrinhos; o uruguaio Juan Carlos Onetti; o irlandês James Joyce e o chileno Roberto Bolaño. Pode ser considerada um dos principais nomes da literatura de horror da atualidade. Em seus textos, "contribuem para o horror uma escrita hipnótica, a minuciosa construção de personagens e um poderoso subtexto social, relacionando poder e ocultismo".
Pode ser considerada um dos principais nomes da literatura de horror da atualidade. Em seus textos, "contribuem para o horror uma escrita hipnótica, a minuciosa construção de personagens e um poderoso subtexto social, relacionando poder e ocultismo".

### Un lugar soleado para gente sombría
O livro Un lugar soleado para gente sombria, publicado em março de 2024 pela editora Anagrama, é o terceiro livro de contos da escritora Mariana Enriquez. Ele  apresenta o mesmo projeto editorial de seus livros de contos anteriores, trazendo os seguintes doze contos:  Mis muertos tristes; Los pájaros de la noche; La desgracia en La cara, Julie; Metamorfosis, Un lugar soleado para gente sombría; Los himnos  de las hienas; Diferentes colores hechos de lágrimas; La mujer que sufre; Cementerio de heladeras; Un artista Local; Ojos negros.

## Obra

### Romances
- 1995: Bajar es lo peor - Anagrama - 978-84-339-9942-9 [39]
- 2004: Cómo desaparecer completamente - Editorial Página 12 - 09789875037090 [40]
- 2017: Este es el mar - Random House - 9788439734413 [41]
- 2019: Nuestra parte de noche - Anagrama - 978-8433998859 [42]

### Contos e novelas
- 2009: Los peligros de fumar en la cama - Anagrama - 978-8433998248 [43]
- 2010: Chicos que vuelven - Eduvim - 978-9871727216 [44]
- 2013: Cuando hablábamos con los muertos - Montacerdos - 9569398000 [45]
- 2016: Las cosas que perdimos en el fuego - Anagrama - 978-8433998064 [46]
- 2019: Ese verano a oscuras  - Páginas de espuma (cuento individual) - 9788483932698 [40]
- 2024: Un lugar soleado para gente sombría - Anagrama - 978-84-339-2286-1 [47]

### Outros
- 2003: Mitología celta - Gradifco [48]
- 2007: Mitología egipcia - Gradfico [49]
- 2013: Alguien camina sobre tu tumba. Mis viajes a cementerios Anagrama - 978-84-339-9923-8 [50]
- 2014: La hermana menor. Un retrato de Silvina Ocampo - Anagrama - 978-84-339-0806-3 [51]
- 2020: El otro lado. Retratos, fetichismos, confesiones [52]
- 2021: El año de la rata (con ilustraciones de Dr. Alderete)[53]
- 2023: Porque demasiado no es suficiente. Mi historia de amor con Suede.

## Prêmios
- 2017: Premio Ciutat de Barcelona na categoria «Literatura castellana» por Las cosas que perdimos en el fuego[54]
- 2019: Premio Herralde de Novela por Nuestra parte de la noche[55]
- 2019: Premio Kelvin 505 a la «Mejor novela original en castellano»[56]
- 2019: Premio Celsius à melhor novela de ficção científica , terror ou fantasia escrita em espanhol por Nuestra parte de noche[57]
- 2019: Premio de la Crítica en Narrativa por Nuestra parte de noche[58]
- 2022: Grand Prix de l'Imaginarie a «Mejor novela extranjera« por Nuestra parte de noche.[59]
- 2024: Premio Iberoamericano de Letras José Donoso [60]

## Livros publicados no Brasil
- As coisas que perdemos no fogo (Las cosas que perdimos en el fuego) - Intrínseca, 2017. - ISBN 9788551001455 [61]
- Este é o mar (Este es el mar).  Intrínseca, 2019 - ISBN 9788551005019 [62]
- Nossa parte de noite (Nuestra parte de noche) -  Intrínseca, 2021 - ISBN 978-6555601800 [63]
- A irmã menor: um retrato de Silvina Ocampo (La hermana menor). Belo Horizonte: Relicário, 2022 [64]
- Os perigos de fumar na cama (Los peligros de fumar en la cama) - Intrínseca, 2023. ISNB 9786555606669 [65]